# SPCA 90
SPCA 90 là một loại máy bay vận tải dân sự chế tạo ở Pháp trong đầu thập niên 1930.

## Biến thể
- 90
- 91T

## Tính năng kỹ chiến thuật (90)
Dữ liệu lấy từ Parmentier 1998
Đặc điểm tổng quát
- Kíp lái: 3
- Chiều dài: 15.63 m (51 ft 3 in)
- Sải cánh: 22.35 m (73 ft 4 in)
- Chiều cao: 5.03 m (16 ft 6 in)
- Diện tích cánh: 63.0 m2 (678 ft2)
- Trọng lượng rỗng: 3.630 kg (8.003 lb)
- Trọng lượng có tải: 5.250 kg (11.574 lb)
- Powerplant: 3 × Gnome-Rhone 7Kd, 260 kW (350 hp) mỗi chiêc

Hiệu suất bay
- Vận tốc cực đại: 240 km/h (149 mph)